# Nemanja Krsmanović
Nemanja Krsmanović (in serbo Немања Крсмановић?; Šabac, 9 maggio 2003) è un calciatore serbo, difensore dello Spartak Subotica.

## Carriera

### Club
Cresciuto nel settore giovanile del TSC Bačka Topola, debutta in prima squadra il 18 maggio 2021, in occasione dell'incontro di Superliga vinto per 2-1 contro l'Inđija.

### Nazionale
Ha giocato nella nazionale serba Under-19.

## Statistiche

### Presenze e reti nei club
Statistiche aggiornate al 28 novembre 2022.
| Stagione                | Squadra                 | Campionato              | Campionato | Campionato | Coppe nazionali | Coppe nazionali | Coppe nazionali | Coppe continentali | Coppe continentali | Coppe continentali | Altre coppe | Altre coppe | Altre coppe | Totale | Totale |
| Stagione                | Squadra                 | Comp                    | Pres       | Reti       | Comp            | Pres            | Reti            | Comp               | Pres               | Reti               | Comp        | Pres        | Reti        | Pres   | Reti   |
| ----------------------- | ----------------------- | ----------------------- | ---------- | ---------- | --------------- | --------------- | --------------- | ------------------ | ------------------ | ------------------ | ----------- | ----------- | ----------- | ------ | ------ |
| 2020-2021               | TSC Bačka Topola        | SL                      | 1          | 0          | CS              | -               | -               |                    | -                  | -                  |             | -           | -           | 1      | 0      |
| 2021-2022               | TSC Bačka Topola        | SL                      | 20+5       | 0          | CS              | 3               | 0               |                    | -                  | -                  |             | -           | -           | 28     | 0      |
| 2022-2023               | TSC Bačka Topola        | SL                      | 1          | 0          | CS              | 0               | 0               |                    | -                  | -                  |             | -           | -           | 1      | 0      |
| Totale TSC Bačka Topola | Totale TSC Bačka Topola | Totale TSC Bačka Topola | 22+5       | 0          |                 | 3               | 0               |                    | -                  | -                  |             | -           | -           | 30     | 0      |
| Totale carriera         | Totale carriera         | Totale carriera         | 27         | 0          |                 | 3               | 0               |                    | -                  | -                  |             | -           | -           | 30     | 0      |